# Gibberella
Genre
Gibberella est un genre de champignons ascomycètes.
De nombreuses espèces de Gibberella sont des parasites de plantes dont la forme asexuée appartient au genre Fusarium.
Leurs asques sont contenus dans des périthèces.

## Espèces
- Gibberella acuminata
- Gibberella avenacea
- Gibberella baccata
- Gibberella fujikuroi
- Giberella gordonii
- Gibberella moniliformis -  dont le génome est entièrement séquencé
- Gibberella pulicaris
- Gibberella thapsina
- Gibberella tricincta
- Gibberella xylarioides
- Gibberella zeae -  dont le génome est entièrement séquencé